# Seznam skladeb Jana Dismase Zelenky
Tento seznam skladeb Jana Dismase Zelenky byl sestaven v souladu s tematickým katalogem Wolfganga Reicheho "Jan Dismas Zelenka: Thematisch-systematisches Verzeichnis der musikalischen Werke (ZWV)", vydaného v Drážďanech v roce 1985. Seznam zahrnuje vokálně-instrumentální (mše, rekviem, oratoria, žalmy, hymny, litanie, operní skladby, melodrama, procesionály, antifony, árie, moteta, krátké liturgické a duchovní skladby), instrumentální a orchestrální skladby (sonáty, symfonie, koncerty, atd.).

## Doložené skladby
| ZWV | Titul                                              | Tónina                       | Rok                        | Poznámky                                               |
| --- | -------------------------------------------------- | ---------------------------- | -------------------------- | ------------------------------------------------------ |
| 1   | Missa Sancta Caeciliae                             | G dur                        | asi 1711                   |                                                        |
| 2   | Missa Judica me                                    | F dur                        | 1714                       |                                                        |
| 3   | Missa Corporis Domini                              | C dur                        | asi 1719                   |                                                        |
| 4   | Missa Sancti Spiritus                              | D dur                        | 1723                       |                                                        |
| 5   | Missa Spei                                         | C dur                        | 1724                       | nezvěstná                                              |
| 6   | Missa Fidei                                        | C dur                        | 1725                       |                                                        |
| 7   | Missa Paschalis                                    | D dur                        | 1726                       |                                                        |
| 8   | Missa Nativitatis Domini                           | D dur                        | 1726                       |                                                        |
| 9   | Missa Corporis Domini                              | D dur                        | asi 1727                   |                                                        |
| 10  | Missa Charitatis                                   | D dur                        | 1727                       |                                                        |
| 11  | Missa Circumcisionis Dei Nostri Jesu Christi       | D dur                        | 1728                       |                                                        |
| 12  | Missa Divi Xaverii                                 | D dur                        | 1729                       |                                                        |
| 13  | Missa Gratias agimus tibi                          | D dur                        | 1730                       |                                                        |
| 14  | Missa Sancti Josephi                               | D dur                        | asi 1731                   |                                                        |
| 15  | Missa Eucharistica                                 | D dur                        | 1733                       |                                                        |
| 16  | Missa Purificationis Beatae Virginis Mariae        | D dur                        | 1733                       |                                                        |
| 17  | Missa Sanctissimae Trinitatis                      | a moll                       | 1736                       |                                                        |
| 18  | Missa Votiva                                       | e moll                       | 1739                       |                                                        |
| 19  | Missa Dei Patris                                   | C dur                        | 1740                       |                                                        |
| 20  | Missa Dei Filii                                    | C dur                        | asi 1740                   |                                                        |
| 21  | Missa Omnium Sanctorum                             | a moll                       | 1741                       |                                                        |
| 22  | Missa Sancti Blasii                                | C dur                        | přisuzováno, neznámé datum |                                                        |
| 23  | Missa                                              | D dur                        | přisuzováno, neznámé datum |                                                        |
| 26  | Kyrie, Sanctus, Agnus Dei                          | d moll                       | asi 1723                   |                                                        |
| 27  | Kyrie                                              | a moll                       | 1725                       |                                                        |
| 28  | Kyrie                                              | d moll                       | neznámé datum              |                                                        |
| 29  | Christe eleison                                    | e moll                       | asi 1740                   |                                                        |
| 30  | Gloria                                             | F dur                        | 1724                       |                                                        |
| 31  | Credo                                              | d moll                       | asi 1728                   |                                                        |
| 32  | Credo a due chori                                  | F dur                        | asi 1724                   |                                                        |
| 33  | Credo                                              | g moll                       | asi 1725                   |                                                        |
| 34  | Sanctus, Agnus                                     | g moll                       | asi 1728                   |                                                        |
| 35  | Sanctus                                            | a moll                       | 1725                       |                                                        |
| 36  | Sanctus                                            | d moll                       | asi 1728                   |                                                        |
| 37  | Agnus Dei                                          | C dur                        | asi 1723                   |                                                        |
| 38  | Agnus Dei                                          | G dur                        | 1725                       |                                                        |
| 39  | Agnus Dei                                          | g moll                       |                            |                                                        |
| 45  | Requiem                                            | c moll                       | neznámé datum              |                                                        |
| 46  | Requiem                                            | D dur                        | 1733                       |                                                        |
| 47  | Invitatorium, Lectiones et Responsoria             |                              | 1733                       |                                                        |
| 48  | Requiem                                            | D dur                        | asi 1731                   |                                                        |
| 49  | Requiem                                            | F dur                        | pre-1730                   |                                                        |
| 50  | De Profundis                                       | d moll                       | 1724                       |                                                        |
| 53  | Lamentationes pro hebdomada (6 částí)              | c, F, B, g, A, F             | 1722                       |                                                        |
| 54  | Lamentationes pro hebdomada (3 částí)              | B, F, F                      | 1723                       |                                                        |
| 55  | Responsoria pro hebdomada sancta (27 částí)        |                              | asi 1723                   |                                                        |
| 56  | Miserere                                           | d moll                       | 1722                       |                                                        |
| 57  | Miserere                                           | c moll                       | 1738                       |                                                        |
| 58  | Immisit Dominus pestilentiam                       |                              | 1709                       |                                                        |
| 59  | Attendite et videte                                |                              | 1712                       |                                                        |
| 60  | Deus Dux fortissime                                |                              | 1716                       |                                                        |
| 61  | Il Serpente di Bronzo (oratorium)                  |                              | 1730                       |                                                        |
| 62  | Gesù al Calvario (oratorium)                       |                              | 1735                       |                                                        |
| 63  | I penitenti al Sepolchro del Redentore (oratorium) |                              | 1736                       |                                                        |
| 66  | Dixit Dominus                                      | a moll                       | asi 1725                   | SATB, soli & ch.; 2Ob.; 2Vn.; 2Va.; b.c.               |
| 67  | Dixit Dominus                                      | C dur                        | asi 1728                   | SATB, soli & ch.; 2Ob.; 2Vn.; Va.; b.c.                |
| 68  | Dixit Dominus                                      | D dur                        | 1726                       | SATB, soli & ch.; 2Tpt.; Timp.; 2Ob.; 2Vn.; 2Va.; b.c. |
| 69  | Dixit Dominus                                      | F dur                        | asi 1728                   | nezvěstná                                              |
| 70  | Confitebor tibi Domine                             | a moll                       | asi 1728                   | SATB, soli & ch.; 2Ob.; 2Vn.; Va.; b.c.                |
| 71  | Confitebor tibi Domine                             | c moll                       | 1729                       | B, solo; 2Ob.; 2Vn.; Va.; Org.                         |
| 72  | Confitebor tibi Domine                             | e moll                       | 1725                       | SATB, soli & ch.; 2Ob.; 2Vn.; 2Va.; b.c.               |
| 73  | Confitebor tibi Domine                             | e moll                       | asi 1728                   | SATB, soli & ch.; 2Ob.; 2Vn.; Va.; b.c.                |
| 74  | Confitebor tibi Domine                             | G dur                        | asi 1726                   | nezvěstná                                              |
| 75  | Beatus vir                                         | a moll                       | 1725                       | A, solo; SATB, ch.; 2Ob.; 2Vn.; 2Va.; b.c.             |
| 76  | Beatus vir                                         | C dur                        | 1726                       | SATB, soli & ch.; 2Ob.; 2Vn.; 2Va.; b.c.               |
| 77  | Beatus vir                                         | d moll                       |                            | nezvěstná                                              |
| 78  | Laudate pueri                                      | A dur                        | asi 1726                   | nezvěstná                                              |
| 79  | Laudate pueri                                      | a moll                       | asi 1728                   | nezvěstná                                              |
| 80  | Laudate pueri                                      | a moll                       |                            | nezvěstná                                              |
| 81  | Laudate pueri                                      | D dur                        | asi 1729                   |                                                        |
| 82  | Laudate pueri                                      | F dur                        | asi 1725                   |                                                        |
| 83  | In exitu Israel                                    | d moll                       | asi 1725                   |                                                        |
| 84  | In exitu Israel                                    | g moll                       | asi 1728                   |                                                        |
| 85  | Credidi                                            | a moll                       | asi 1728                   |                                                        |
| 86  | Laudate Dominum                                    | F dur                        |                            | nezvěstná                                              |
| 87  | Laudate Dominum                                    | F dur                        | asi 1728                   |                                                        |
| 88  | Laetatus sum                                       | D dur                        | asi 1726                   |                                                        |
| 89  | Laetatus sum                                       | D dur                        |                            | nezvěstná                                              |
| 90  | Laetatus sum                                       | A dur                        | asi 1730                   | nezvěstná                                              |
| 91  | In convertendo                                     | g moll                       | asi 1728                   |                                                        |
| 92  | Nisi Dominus                                       | a moll                       | asi 1726                   |                                                        |
| 93  | Nisi Dominus                                       | a moll                       |                            | nezvěstná                                              |
| 94  | Beati omnes                                        | g moll                       | asi 1728                   |                                                        |
| 95  | De profundis                                       | a moll                       | 1728                       |                                                        |
| 96  | De profundis                                       | c moll                       | asi 1727                   |                                                        |
| 97  | De profundis                                       | d moll                       | asi 1724                   |                                                        |
| 98  | Memento Domine David                               | E dur                        | asi 1728                   |                                                        |
| 99  | Ecce nunc benedicite                               | a moll                       | asi 1739                   |                                                        |
| 100 | Confitibor tibi Domine                             | B dur                        | asi 1728                   |                                                        |
| 101 | Domine probasti me                                 | F dur                        | asi 1728                   |                                                        |
| 102 | Lauda Jerusalem                                    | a moll                       | asi 1728                   |                                                        |
| 103 | Lauda Jerusalem                                    | d moll                       | asi 1728                   | nezvěstná                                              |
| 104 | Lauda Jerusalem                                    | F dur                        | asi 1727                   |                                                        |
| 106 | Magnificat                                         | a moll                       |                            | nezvěstná                                              |
| 107 | Magnificat                                         | C dur                        | asi 1727                   |                                                        |
| 108 | Magnificat                                         | D dur                        | 1725                       |                                                        |
| 110 | Ave maris stella                                   | d moll                       | asi 1726                   |                                                        |
| 111 | Creator alme siderum                               | d moll                       | 1725                       |                                                        |
| 112 | Crudelis Herodes                                   | g moll                       | 1732                       |                                                        |
| 113 | Deus tuorum militum                                | C dur                        | asi 1729                   |                                                        |
| 114 | Exesultet orbis gaudiis                            | D dur                        | asi 1730                   |                                                        |
| 115 | Jam sol recessit                                   | d moll                       | asi 1726                   |                                                        |
| 116 | Jesu corona virginum                               | d moll                       | asi 1729                   |                                                        |
| 117 | Iste confessor                                     | a moll                       | asi 1729                   |                                                        |
| 118 | Ut queant laxis                                    | a moll                       | asi 1726                   |                                                        |
| 119 | Veni Creator Spritus                               | a moll                       | asi 1726                   |                                                        |
| 120 | Veni Creator Spritus                               | C dur                        | asi 1729                   |                                                        |
| 123 | Alma Redemptoris Mater                             | A dur                        | asi 1727                   |                                                        |
| 124 | Alma Redemptoris Mater                             | a moll                       | asi 1725                   |                                                        |
| 125 | Alma Redemptoris Mater                             | a moll                       | asi 1729                   |                                                        |
| 126 | Alma Redemptoris Mater                             | D dur                        | asi 1730                   |                                                        |
| 127 | Alma Redemptoris Mater                             | d moll                       | asi 1728                   |                                                        |
| 128 | Ave Regina coelorum (6 částí)                      | a, d, C, g, G, a             | 1737                       |                                                        |
| 129 | Regina coeli (3 částí)                             | C, a, C                      | post-1728                  |                                                        |
| 130 | Regina coeli                                       | A dur                        | 1729                       |                                                        |
| 131 | Regina coeli                                       | A dur                        |                            | nezvěstná                                              |
| 132 | Regina coeli                                       | C dur                        |                            | nezvěstná                                              |
| 133 | Regina coeli                                       | D dur                        | asi 1731                   | nedokončená skica                                      |
| 134 | Regina coeli                                       | F dur                        | asi 1726                   |                                                        |
| 135 | Salve Regina                                       | a moll                       | 1730                       |                                                        |
| 136 | Salve Regina                                       | a moll                       | asi 1727                   |                                                        |
| 137 | Salve Regina                                       | a moll                       |                            |                                                        |
| 138 | Salve Regina (2 části)                             | C, D                         |                            | nezvěstná                                              |
| 139 | Salve Regina                                       | d moll                       | 1724                       |                                                        |
| 140 | Salve Regina                                       | g moll                       | asi 1725                   |                                                        |
| 141 | Salve Regina                                       | g moll                       |                            |                                                        |
| 145 | Te Deum                                            | D dur                        | asi 1724                   |                                                        |
| 146 | Te Deum                                            | D dur                        | 1731                       |                                                        |
| 147 | Litaniae de Venerabili Sacramento                  | C dur                        | 1727                       |                                                        |
| 148 | Litaniae de Venerabili Sacramento                  | D dur                        | 1729                       |                                                        |
| 149 | Litaniae Lauretanae                                | C dur                        | 1718                       |                                                        |
| 150 | Litaniae Lauretanae                                | G dur                        | 1725                       |                                                        |
| 151 | Litaniae Lauretanae 'Consolatrix afflictorum'      | G dur                        | 1744                       |                                                        |
| 152 | Litaniae Lauretanae 'Salus infirmorum'             | F dur                        | 1744                       |                                                        |
| 153 | Litaniae Omnium Sanctorum                          | a moll                       | asi 1735                   |                                                        |
| 154 | Litaniae Xaverianae                                | D dur                        | 1723                       |                                                        |
| 155 | Litaniae Xaverianae                                | c moll                       | 1727                       |                                                        |
| 156 | Litaniae de Sancto Xaverio                         | F dur                        | 1729                       |                                                        |
| 157 | Sub tuum praesidium (10 částí)                     | g, c, d, d, e, F, g, G, d, g | 1734                       |                                                        |
| 158 | Statio quadruplex pro Processione Theophorica      | B dur                        | pre-1710                   |                                                        |
| 159 | Pange lingua 'pro stationibus Theophoriae'         | c moll                       |                            | nezvěstné části                                        |
| 161 | Angelus Domini descendit (Offertorium)             | A dur                        | 1723                       |                                                        |
| 162 | O sponsa amata; Sion salvatorum (2 áries)          | D, G                         | přisuzováno                |                                                        |
| 163 | Asperges me (4 částí)                              | F, F, G, G                   | asi 1724                   |                                                        |
| 164 | Barbara dira effera (moteto)                       | F dur                        | asi 1733                   |                                                        |
| 165 | Chvalte Boha silného (moteto)                      | G dur                        |                            |                                                        |
| 166 | Currite ad aras (Offertorium)                      | C dur                        | 1716                       |                                                        |
| 167 | Da pacem Domine                                    | B dur                        | asi 1740                   |                                                        |
| 168 | Gaude laetare (moteto)                             | A dur                        | 1731                       |                                                        |
| 169 | Haec dies (hymnus)                                 | C dur                        | 1730                       |                                                        |
| 170 | Haec dies (hymnus)                                 | F dur                        | asi 1726                   |                                                        |
| 171 | O magnum mysterium (moteto)                        | e moll                       | 1723                       |                                                        |
| 172 | Pro, quos criminis (hymnus)                        | F dur                        | 1723                       |                                                        |
| 175 | Sub olea pacis: Melodrama de Sancto Wenceslao      |                              | 1723                       |                                                        |
| 176 | Italské árie                                       |                              |                            |                                                        |
| 177 | Il Diamante (serenáta)                             |                              | 1737                       |                                                        |
| 178 | Račí kánony 'Emit amor' (2 části)                  | C dur                        | asi 1723                   |                                                        |
| 179 | Cantilena circularis 'Vide Domine'                 | C dur                        | 1722                       |                                                        |
| 181 | Triové nebo kvartetové sonáty (6 částí)            | F, g, B, g, F, c             | asi 1721                   |                                                        |
| 182 | Capriccio                                          | D dur                        | asi 1717                   |                                                        |
| 183 | Capriccio                                          | G dur                        | 1718                       |                                                        |
| 184 | Capriccio                                          | F dur                        | asi 1718                   |                                                        |
| 185 | Capriccio                                          | A dur                        | 1718                       |                                                        |
| 186 | Concerto à 8 Concertanti                           | G dur                        | 1723                       |                                                        |
| 187 | Hipocondrie à 7 Concertanti                        | A dur                        | 1723                       |                                                        |
| 188 | Overture à 7 Concertanti                           | F dur                        | 1723                       |                                                        |
| 189 | Simphonie à 8 Concertanti                          | a moll                       | 1723                       |                                                        |
| 190 | Capriccio                                          | G dur                        | 1729                       |                                                        |
| 191 | Kánon na hexachordu (9 částí)                      |                              | asi 1721                   |                                                        |
| 203 | Lamentationes Ieremiae Prophetae                   |                              |                            |                                                        |

## Výběr ztracených či sporných skladeb
ZWV 200: Missa, (C dur), ZWV 201: Credo, (D dur), ZWV 202: Sanctus, Agnus, (G), asi 1725, ZWV 204: Salve Regina, (a moll), asi 1719, ZWV 205: Salve Regina, (F), ZWV 206: Benedictus Dominus, (g), asi 1723, ZWV 207: Bendedictus sit Deus Pater, (D dur), asi 1729, ZWV 208: Graduale Propter veritatem, (F), ZWV 209: Sollicitus fossor, (moteto; D), asi 1730, ZWV 210: Veni Sancte Spiritus, (D dur), asi 1739, ZWV 211: Qui nihil sortis felicitis, (moteto; B), 1730, ZWV 212: Trubkové famfáry, (6 částí), asi 1722, ZWV 213: mše, (D dur), ZWV 214: mše, (D dur), ZWV 215: mše, (g), ZWV 216: Credo, (D dur), ZWV 217: Salve Regina duplex, (F), ZWV 218: Salve Regina, ZWV 219: Salve Regina, ZWV 220: Cantiones sacrae, (18) (Giovanni Pierluigi da Palestrina ?), Druhá kniha motet), ZWV 221: O sing unto the Lord, (hymnus) (přepis z 19. století), ZWV 230: Agnus Dei, (a moll) (uvedeno v inventáři), ZWV 231: Aria animae poenitentis, (c) (uvedeno v inventáři), ZWV 232: Ave Regina, (a moll) (uvedeno v inventáři), ZWV 233: Eja triumphos pangite, (Offertorium; C), pre-1715 ?, ZWV 234: Gaudia mille, (moteto; C) (uvedeno v inventáři), ZWV 236: Iste Confessore, (hymnus; C) (uvedeno v inventáři), ZWV 240: Missa Sanctae Conservationis (ztraceno), ZWV 241: Missa Theophorica a 2 Cori (uvedeno v inventáři), ZWV 242: Missa tranquilli animi, ZWV 243: Quid statis. De Beata Virgine Maria (uvedeno v inventáři), ZWV 244: Tantum ergo, (c), ZWV 245: Via laureata, (school drama), 1704 (ztraceno), ZWV 247: Requiem, 1724?, ZWV 248: Missa in honorem B. Alberti Magni, (D dur), ZWV 249: Missa, (D dur).